# Else Merke

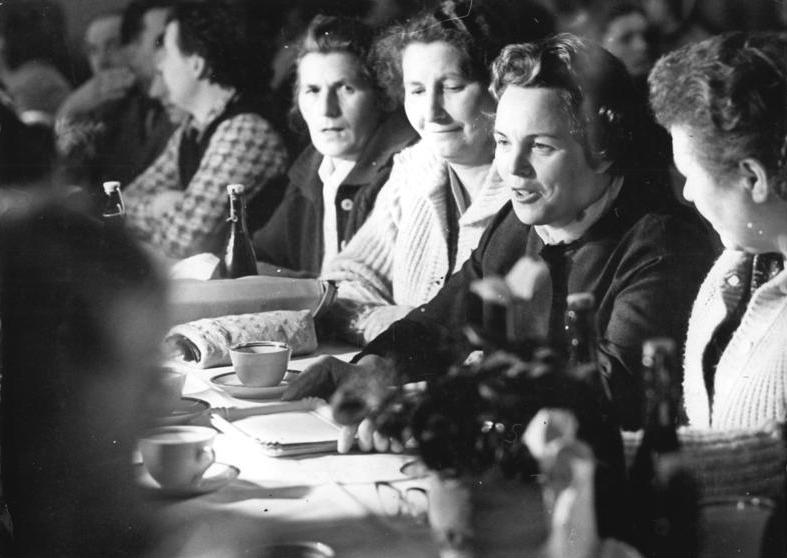
Else Merke 1966 (2. v.r.)

Else Merke geb. Janke (* 15. Juni 1920 in Stargard; † 6. März 2005 in Schenkenberg) war eine Funktionärin der DDR-Blockpartei DBD und der DDR-Massenorganisation DFD, zeitweilig Mitglied des Staatsrates der DDR sowie Volkskammerabgeordnete.

## Leben
Geboren als Tochter eines Kleinbauern absolvierte Else Merke nach dem Besuch der Volksschule von 1935 bis 1939 eine Lehre im landwirtschaftlichen Bereich. Danach war sie als Landarbeiterin bzw. Bäuerin auf dem elterlichen Hof bis zum Kriegsende tätig. Merkes Familie wurde aus Stargard vertrieben. Sie fand ihre neue Heimat in Döbbelin bei Stendal. Zunächst wirkte Else Merke weiterhin auf dem elterlichen Hof mit. 1951 zog Else Merke, seit 1940 mit Helmut Merke verheiratet, von Döbbelin nach Schenkenberg bei Delitzsch. Hier erwarb das Ehepaar Merke einen Neubauernhof. Politisch mittlerweile geschult, wurde Else Merke sehr bald zur Wortführerin im Ort und warb für die Kollektivierung. Die 2. Parteikonferenz der SED im Juli 1952 und die Erwartungshaltung an die prominente Funktionärin gaben den letzten Ausschlag, am 16. August 1952 eine der republikweit ersten LPG zu gründen. Diese entstand zunächst als Typ I mit einer Anfangsfläche von 58 Hektar und erhielt den Namen „7. Oktober“. Else Merkes Mann Helmut Merke wurde der erste LPG-Vorsitzende. Else Merke leitete in der LPG zunächst die Feldbaubrigade und bildete einen der ersten LPG-Frauenausschüsse. Um das Ehepaar Merke rankte sich in der Folgezeit der politische Mythos von LPG-Begründern und es erhielt durch seine Initiative republikweite Aufmerksamkeit. Im Beruf absolvierte Merke 1966 die Facharbeiterprüfung zur Rinderzüchterin und arbeitete bis 1972 als Meisterin in ihrer LPG. Berufsbegleitend absolvierte sie 1967 und 1968 ein Frauensonderstudium an der Agraringenieursschule Dahlen-Döbeln, welches sie als Agraringenieurin beendete. Ab 1972 leitete sie in der LPG Schenkenberg die Abteilung für Kultur- und Sozialwesen, letztendlich wohl auch, um ihren politischen Ämtern nachgehen zu können.

## Politik
Bis 1945 engagierte sich Else Merke nicht politisch. Um ihre politische Zuverlässigkeit als Vertriebene nachzuweisen, trat sie 1948 gemeinsam mit ihrem aus der Kriegsgefangenschaft zurückgekehrten Mann Helmut Merke in die neugegründete DBD ein. Im Kreis Stendal gehörten beide zu den Mitbegründern des hiesigen Kreisverbandes. Nach einem halbjährigen Lehrgang wurde Else Merke dann zur Kreisvorsitzenden gewählt. Ab 1950 engagierte sie sich auch verstärkt für den DFD, der Interessenvertretung der Frauen in der DDR. Sie wurde zunächst Landesinstrukteurin des DFD für Sachsen-Anhalt. Wenig später wurde Else Merke auch Mitglied des Bundesvorstandes des DFD. Der zunehmende Bekanntheitsgrad des Ehepaares Merke wirkte sich auch alsbald auf die politische Karriere von Else Merke aus; sie wurde im August 1953 als Abgeordnete der DBD in die Volkskammer kooptiert und nahm im selben Jahr am Weltfrauenkongress in Kopenhagen teil, wo sie auch eine Rede hielt. In der Folgezeit gelangte sie in weitere politische Ämter. 1963 wurde Merke als Vertreterin der DBD Mitglied des Staatsrates, in dem sie bis 1971 verblieb. Ebenfalls 1963 wurde sie Mitglied des Parteivorstandes der DBD sowie des Präsidiums der DBD. Im Präsidium verblieb Else Merke bis 1982, im Parteivorstand bis 1990. 1964 wählten die DFD-Mitglieder sie zur stellvertretenden Vorsitzenden, welche sie bis 1990 blieb. 1986 trat Else Merke nicht mehr zur Volkskammerwahl an.
Merke erhielt im Laufe ihrer Karriere eine Reihe von Orden und staatlichen Auszeichnungen der DDR, darunter die Clara-Zetkin-Medaille (1958), den Vaterländischen Verdienstorden in Silber (1965) und den Stern der Völkerfreundschaft (1985).